# Витка (Ленінградська область)
Витка (рос. Витка) — присілок у Кіриському районі Ленінградської області Російської Федерації.
Населення становить 12 осіб. Належить до муніципального утворення Пчевське сільське поселення.

## Історія
Згідно із законом від 1 вересня 2004 року № 49-оз органом  місцевого самоврядування є Пчевське сільське поселення.

## Населення
| 1838 | 1862 | 1885 | 1928 | 1965 | 1997 | 2002 |
| ---- | ---- | ---- | ---- | ---- | ---- | ---- |
| 154  | ↗159 | ↗212 | ↗308 | ↘91  | ↘27  | ↘21  |
| 2007 | 2010 | 2017 |      |      |      |      |
| ↗22  | ↗23  | ↘12  |      |      |      |      |